# Hiroki Ono
Hiroki Ono (Nara, Japón, 6 de mayo de 1990) es un piloto de motociclismo japonés. Compite en el Campeonato del Mundo de 125 centímetros cúbicos dentro del equipo Caretta Technology.
En sus primeros años destacó siendo dos veces tercero en el All Japan de 125 cc, tercero en la Copa Red Bull Rookies y corriendo varias carreras del Campeonato de España de Velocidad, donde en la temporada 2009 hizo pódium en el circuito de Jerez.
Su debut en el Mundial de Motociclismo se produce en el Gran Premio de Japón 2008, donde termina la carrera en vigesimocuarta posición. No volvió a disputar carreras del Mundial hasta 2011.
La temporada 2011 disputa su primera temporada en el mundial de motociclismo. En la segunda carrera de la temporada, el Gran Premio de España, Hiroki termina en octava posición, sumando sus primeros puntos en el campeonato.

## All Japan 125 cc 2008
Tras haber terminado 14.º en 2007, la temporada 2008, Hiroki disputa todas las carreras del campeonato japonés de 125 cc. Termina el campeonato en tercera posición con 70 puntos, superado por sus compatriotas Hiroyuki Kikuchi (100) y Masaki Tukodome (86). En la quinta carrera de la temporada sumó su único pódium en el Circuito de Suzuka.

## All Japan 125 cc 2009
La temporada 2009, Hiroki disputa las seis carreras del campeonato japonés de 125 cc, terminando en tercera posición con 77 puntos tras Hiroyuki Kikuchi (95) y Ryota Yamada (79).
La segunda carrera de la temporada, disputada en el Circuito de Autopolis, supone su primera victoria en el campeonato. A ella suma dos segundas posiciones en Sugo y Okayama, que le hicieron llegar líder a las dos últimas carreras del campeonato. Finalmente y tras dos décimos puestos fue incapaz de lograr el título. Ese mismo año suma una pole y una vuelta rápida.

## Campeonato del Mundo 2011
Hiroki Ono comenzó como piloto titular del Campeonato del Mundo 2011 en la categoría de 125cc a lomos de una KTM. Tras la disputa de cuatro grandes premios, el piloto japonés llevaba 8 puntos en la clasificación merced a su octavo puesto en el Gran Premio de España. Tras estas cuatro carreras, es sustituido por el piloto francés Alexis Masbou

## Por temporada
| Temporada | Categoría | Moto    | Carreras | Victorias | Podios | Pole | Puntos | Posición |
| --------- | --------- | ------- | -------- | --------- | ------ | ---- | ------ | -------- |
| 2008      | 125cc     | Aprilia | 1        | 0         | 0      | 0    | 0      |          |
| 2011      | 125cc     | Aprilia | 4        | 0         | 0      | 0    | 8      | 23.º     |
| Total     | Total     | Total   | 5        | 0         | 0      | 0    | 8      |          |

## Carreras disputadas en el Campeonato del Mundo

### Resultados
Carreras en negrita indica pole position, carreras en cursiva indica vuelta rápida.
| Año  | Cat.  | Moto    | 1       | 2     | 3      | 4      | 5     | 6     | 7     | 8     | 9     | 10    | 11    | 12    | 13    | 14     | 15    | 16    | 17    | Pos.  | Pts. |
| ---- | ----- | ------- | ------- | ----- | ------ | ------ | ----- | ----- | ----- | ----- | ----- | ----- | ----- | ----- | ----- | ------ | ----- | ----- | ----- | ----- | ---- |
| 2008 | 125cc | Aprilia | QAT -   | SPA - | POR -  | CHN -  | FRA - | ITA - | CAT - | GBR - | NED - | GER - | CZE - | RSM - | IND - | JPN 24 | AUS - | MAL - | VAL - | -º    | 0    |
| 2011 | 125cc | Aprilia | QAT Ret | SPA 8 | POR 17 | FRA 16 | CAT - | GBR - | NED - | ITA - | GER - | CZE   | IND   | RSM   | ARA   | JPN    | AUS   | MAL   | VAL   | 23.º* | 8*   |

- * Temporada en curso.